# Улица Крепцова-Зайченко
Крепцова-Зайченко — крупная улица в Ужуре. Улица Крепцова-Зайченко названа в честь лейтенанта Крепцова-Зайченко.
Имеет около 157 домов.

## История
Улица Крепцова-Зайченко названа в честь лейтенанта Рабоче-крестьянской Красной армии, Героя Советского Союза Крепцова-Зайченко.

## Достопримечательность
В 2015 году поставлен монумент в честь Крепцова-Зайченко.

## Пересекает улицы
Их 15:
- Улица Механизаторов
- Улица Дзержинского
- Красная улица
- Переездная улица
- Школьная улица
- Улица Декабристов
- Улица Горького
- Улица Чкалова
- Деповская улица
- Улица Некрасова
- Ключевая улица
- Улица Маяковского
- Копьёвская улица
- Улица Гастелло
- Улица Матросова

## Транспорт
По улице ездят городские автобусы и автомобили.

## Здания
- Жилищно-коммунальное хозяйство[10]